# Australian Open 1994 (gemengddubbel)
Op het Australian Open 1994 speelden de vrouwen en mannen de wedstrijden in het gemengd dubbelspel van 21 tot en met 30 januari 1994.

## Samenvatting
Titelverdedigers Arantxa Sánchez Vicario en Todd Woodbridge hadden zich niet als team voor deze editie van het toernooi ingeschreven. Sánchez Vicario en haar broer Emilio kwamen in de halve finale tegenover Woodbridge en Helena Suková te staan – de laatsten vochten zich naar de finale.
Het als zesde geplaatste duo Larisa Neiland / Andrej Olchovski won het toernooi. In de finale versloegen zij het als eerste geplaatste koppel Helena Suková en Todd Woodbridge in drie sets, met een tiebreak in de tweede set. Het was hun eerste (en enige) gezamenlijke titel. Neiland had daarnaast één eerdere dubbelspeltitel met een andere partner; Olchovski ook een.
Er waren zeven Nederlandse deelnemers:
- Paul Haarhuis en de Oekraïense Natalia Medvedeva waren als zevende geplaatst. Zij bereikten de halve finale, waar zij in het begin van de tweede set de strijd tegen de latere winnaars moesten opgeven.
- Manon Bollegraf en Tom Nijssen bereikten de tweede ronde.
- Ook Menno Oosting en de Amerikaanse Ann Grossman hadden de tweede ronde als eindstation.
- Jacco Eltingh en Natallja Zverava uit Wit-Rusland waren het derde reekshoofd. Zij konden evenwel na hun eerste optreden huiswaarts keren.
- Nicole Muns-Jagerman speelde samen met Gary Muller uit Zuid-Afrika. Ook zij strandden in de eerste ronde.
- Hendrik Jan Davids en de Amerikaanse Katrina Adams verloren eveneens hun openingspartij.

## Geplaatste teams
| Nr. | Team                           | Resultaat    | Uitgeschakeld door                     |    | Nr.                                     | Team         | Resultaat                        | Uitgeschakeld door |
| --- | ------------------------------ | ------------ | -------------------------------------- | -- | --------------------------------------- | ------------ | -------------------------------- | ------------------ |
| 1.  | Helena Suková Todd Woodbridge  | finale       | Larisa Neiland Andrej Olchovski        | 5. | Kathy Rinaldi-Stunkel Patrick Galbraith | tweede ronde | Mary Joe Fernandez Sandon Stolle |                    |
| 2.  | Gigi Fernández Cyril Suk       | kwartfinale  | Larisa Neiland Andrej Olchovski        | 6. | Larisa Neiland Andrej Olchovski         | winnaars     | winnaars                         |                    |
| 3.  | Natallja Zverava Jacco Eltingh | eerste ronde | Jill Hetherington Dave Randall         | 7. | Natalia Medvedeva Paul Haarhuis         | halve finale | Larisa Neiland Andrej Olchovski  |                    |
| 4.  | Rennae Stubbs Mark Woodforde   | kwartfinale  | Arantxa Sánchez Vicario Emilio Sánchez | 8. | Arantxa Sánchez Vicario Emilio Sánchez  | halve finale | Helena Suková Todd Woodbridge    |                    |

## Toernooischema
| Legenda | Legenda                  |
| ------- | ------------------------ |
| Q       | Qualifier                |
| WC      | Deelname via wildcard    |
| LL      | Lucky Loser              |
| r       | Opgave / trok zich terug |
| w/o     | Walk-over                |
| Alt     | Alternate                |
| SE      | Special Exempt           |
| PR      | Protected Ranking        |
| d       | Diskwalificatie          |

### Finale
| Finale |                                 |   |    |   |
|        |                                 |   |    |   |
| 1      | Helena Suková Todd Woodbridge   | 5 | 7  | 2 |
| 6      | Larisa Neiland Andrej Olchovski | 7 | 60 | 6 |

Prijzengeld
| Resultaat    | Prijzengeld (per team) |
| ------------ | ---------------------- |
| winnaars     | $ 53.884               |
| finale       | $ 26.942               |
| halve finale | $ 13.471               |
| kwartfinale  | $ 6.197                |
| tweede ronde | $ 3.098                |
| eerste ronde | $ 1.549                |

### Onderste helft
| Eerste ronde | Eerste ronde                         | Eerste ronde | Eerste ronde | Eerste ronde |  |   | Tweede ronde                    | Tweede ronde                    | Tweede ronde | Tweede ronde | Tweede ronde |  |  | Kwartfinale | Kwartfinale                     | Kwartfinale | Kwartfinale | Kwartfinale |  |  | Halve finale | Halve finale                    | Halve finale | Halve finale | Halve finale |
|              |                                      |              |              |              |  |   |                                 |                                 |              |              |              |  |  |             |                                 |             |             |             |  |  |              |                                 |              |              |              |
| 7            | Natalia Medvedeva Paul Haarhuis      | 6            | 5            | 7            |  |   |                                 |                                 |              |              |              |  |  |             |                                 |             |             |             |  |  |              |                                 |              |              |              |
|              | Inés Gorrochategui Javier Sánchez    | 2            | 7            | 5            |  |   | 7                               | Natalia Medvedeva Paul Haarhuis | 6            | 6            |              |  |  |             |                                 |             |             |             |  |  |              |                                 |              |              |              |
|              | Jevgenia Manjoekova David Adams      | 6            | 7            |              |  |   | Jevgenia Manjoekova David Adams | 2                               | 3            |              |              |  |  |             |                                 |             |             |             |  |  |              |                                 |              |              |              |
|              | Debbie Graham Scott Davis            | 4            | 65           |              |  |   |                                 |                                 |              |              |              |  |  | 7           | Natalia Medvedeva Paul Haarhuis | 7           | 6           |             |  |  |              |                                 |              |              |              |
|              | Ann Grossman Menno Oosting           | 6            | 6            |              |  |   |                                 |                                 |              |              |              |  |  |             | Jill Hetherington Dave Randall  | 64          | 3           |             |  |  |              |                                 |              |              |              |
|              | Katrina Adams Hendrik Jan Davids     | 2            | 2            |              |  |   |                                 | Ann Grossman Menno Oosting      | 1            | 2            |              |  |  |             |                                 |             |             |             |  |  |              |                                 |              |              |              |
|              | Jill Hetherington Dave Randall       | 5            | 7            | 7            |  |   | Jill Hetherington Dave Randall  | 6                               | 6            |              |              |  |  |             |                                 |             |             |             |  |  |              |                                 |              |              |              |
| 3            | Natallja Zverava Jacco Eltingh       | 7            | 65           | 5            |  |   |                                 |                                 |              |              |              |  |  |             |                                 |             |             |             |  |  | 7            | Natalia Medvedeva Paul Haarhuis | 1            | 0            | r            |
| 6            | Larisa Neiland Andrej Olchovski      | 6            | 6            |              |  |   |                                 |                                 |              |              |              |  |  |             |                                 |             |             |             |  |  | 6            | Larisa Neiland Andrej Olchovski | 6            | 1            |              |
|              | Nicole Muns-Jagerman Gary Muller     | 4            | 4            |              |  |   | 6                               | Larisa Neiland Andrej Olchovski | 6            | 5            | 7            |  |  |             |                                 |             |             |             |  |  |              |                                 |              |              |              |
|              | Nana Miyagi Ken Flach                | 0            | 3            |              |  |   | Robin White Grant Connell       | 3                               | 7            | 5            |              |  |  |             |                                 |             |             |             |  |  |              |                                 |              |              |              |
|              | Robin White Grant Connell            | 6            | 6            |              |  |   |                                 |                                 |              |              |              |  |  | 6           | Larisa Neiland Andrej Olchovski | 6           | 2           | 6           |  |  |              |                                 |              |              |              |
|              | Zina Garrison-Jackson Sergio Casal   | 6            | 62           | 5            |  |   |                                 |                                 |              |              |              |  |  | 2           | Gigi Fernández Cyril Suk        | 2           | 6           | 2           |  |  |              |                                 |              |              |              |
|              | Meredith McGrath Scott Melville      | 4            | 7            | 7            |  |   |                                 | Meredith McGrath Scott Melville | 4            | 4            |              |  |  |             |                                 |             |             |             |  |  |              |                                 |              |              |              |
|              | Amanda Coetzer John-Laffnie de Jager | 2            | 3            |              |  | 2 | Gigi Fernández Cyril Suk        | 6                               | 6            |              |              |  |  |             |                                 |             |             |             |  |  |              |                                 |              |              |              |
| 2            | Gigi Fernández Cyril Suk             | 6            | 6            |              |  |   |                                 |                                 |              |              |              |  |  |             |                                 |             |             |             |  |  |              |                                 |              |              |              |